# 電子比熱
固体物理学において、電子比熱（でんしひねつ、英: electronic specific heat）もしくは電子熱容量（でんしねつようりょう、英: electron heat capacity）とは、物質の比熱容量のうち、電子に起因する部分をさす。
固体中の熱伝導はフォノンによる輸送と自由電子による輸送に起因するが、純粋金属では電子の寄与が支配的である。
不純物を含む金属では、電子の平均自由行程が不純物との衝突で減少するため、フォノンの寄与が電子の寄与と同程度になることもある。

## 導入
ドルーデモデルは金属中の電子の運動の記述に十分な成功をおさめたが、いくつかの問題もあった。まず、ドルーデモデルにより算出したホール係数は実験結果とは符号が逆となる。また、このモデルからは格子比熱に加えて1電子あたり 3/2kB という無視できない値の電子比熱が算出されるが、これは金属の比熱は格子比熱のみで説明できるデュロン＝プティの法則に従うという実験事実と矛盾した。通常、電子比熱の観測値は1電子あたり 3/2kB の1%以下と非常に小さい。
この問題は、量子力学が発展し、パウリの排他原理が発見された後に初めて、ゾンマーフェルトによって解決された。パウリの排他原理により既に占有されている電子準位への遷移は禁止されるため、比熱に寄与できる電子は金属中に存在する電子のうち、十分なエネルギーを持つ一部に制限されるからである。理論上は自由電子気体の統計分布にマクスウェル分布ではなくフェルミ分布を用いることで記述できる。